# Tour de la Costa d'Ivori
El Tour de la Costa d'Ivori anomenat també Tour de la reconciliació és una competició ciclista per etapes que es disputa a la Costa d'Ivori. La cursa forma part de l'UCI Africa Tour, amb una categoria 1.2.
S'ha disputat de manera discontínua al llarg dels anys. Abans de la independència del país va atraure diferents ciclistes europeus.

## Palmarès

### Fins al 1964
| - 1953: Jean Gainche - 1954: Jean Gainche - 1957: Raphaël Géminiani | - 1959: Jean Gainche - 1961: Joseph Kono - 1962: Joseph Kono | - 1963: Ange Roussel - 1964: Oscar Michel |

### A partir de 2012
| Any  | Vencedor            | Segon           | Tercer              |
| ---- | ------------------- | --------------- | ------------------- |
| 2012 | Issiaka Fofana      |                 |                     |
| 2013 | Issiaka Cissé       | Malween Bodin   | Adboul Aziz Nikiéma |
| 2014 | Issiaka Cissé       | Hamidou Sankara | Issiaka Fofana      |
| 2015 | Mouhassine Lahsaini | Janvier Hadi    | Guy Smet            |
| 2016 | Mohcine El Kouraji  | El Mehdi Chokri | Issiaka Cissé       |
| 2017 | Dieter Bouvry       | Louis Verhelst  | Matthias Legley     |
| 2018 | Issiaka Cissé       | Clovis Kamzong  | Mathias Sorgho      |